# Contrat d'échange de Sedan
 (septembre 2023).
Le contrat d'échange de Sedan est un contrat conclu à Paris le 20 mars 1651 entre Frédéric-Maurice de La Tour d'Auvergne et Louis XIV.
Le duc de Bouillon cède :
- les principautés de Sedan et de Raucourt ;
- la partie du duché de Bouillon qu'il tient par héritage paternel[1].

En compensation, il reçoit :
- le duché d'Albret[2],[3] ;
- en Brie, le duché de Château-Thierry[2],[3] ;
- le comté d'Auvergne[2],[3], à l'exception de la ville de Clermont-Ferrand[4] ;
- le comté d'Évreux[2], à savoir les vicomtés d'Évreux, Conches, Breteuil et Beaumont-le-Roger[5] ;
- en Périgord, le comté de Beaumont[2], Faux, Monts et Bannes[5] ;
- la baronnie de La Tour[2],[5] ;
- la châtellenie de Gambais[2],[5] ;
- la seigneurie de Poissy et Saint-James[2],[5] ;
- en Armagnac, les justices (haute, moyenne et basse) de la ville de Nogaro et des lieux de Barcelonne, Riscle, Plaisance et Aignan[3].

Le roi s'engage à ériger les duchés d'Albret et de Château-Thierry en paries.
Le duc réserve ses prétentions sur le château de Bouillon ainsi que sur les parties du duché de Bouillon « usurpées »  [sic] à ses prédécesseurs par le roi d'Espagne et le prince-évêque de Liège.
En droit français, par un arrêt du 5 février 1842, la chambre civile de la Cour de cassation a reconnu au contrat d'échange la nature d'un traité conclu entre deux princes souverains.